# Radówek
Radówek (do 1945 r. niem. Kleine Rade) – wieś w Polsce położona w województwie lubuskim, w powiecie słubickim, w gminie Górzyca.
W latach 1975–1998 miejscowość administracyjnie należała do województwa gorzowskiego.
W miejscowości działały jednocześnie PGR i RSP. Obiekty PGR-u były podległe pod Zakład Rolny w Radowie wchodzący w skład Lubuskiego Kombinatu Rolnego w Rzepinie. Równolegle działała Rolnicza Spółdzielnia Produkcyjna „Ustronie” w Radówku. Swoje obiekty miał też Zakład Rolny Pamięcin, także wchodzący w skład Lubuskiego Kombinatu Rolnego w Rzepinie.

## Zabytki
Do wojewódzkiego rejestru zabytków wpisany jest:
- kościół filialny pod wezwaniem Matki Boskiej Różańcowej, wczesnogotycki z początku XV wieku, 1643 roku; zbudowany z kamienia polnego. Na kwadratowej wieży kościelnej umieszczone są dwa dzwony, jeden z XV wieku drugi z XVI wieku. Kościół jest otoczony kamiennym murem. Radówek należy do parafii Laski Lubuskie.